# Johan & de Groothandel
Johan & De Groothandel was een muziekproject van Ferry de Groot (bekend van Radio Noordzee en de Dik Voormekaar Show) en Chris Latul. Zij waren al langer actief als De Groothandel. Hun hits werden meestal geproduceerd door Peter Koelewijn.
De meeste bekendheid werd vergaard met het nummer As Dick me hullep nodig heb, dat in de zomer van 1994 rondom het Wereldkampioenschap voetbal werd uitgebracht. In het lied biedt Johan Cruijff (geïmiteerd door de Utrechter René van den Berg) zijn diensten aan aan de Nederlandse bondscoach Dick Advocaat. Het idee voor het nummer was ontstaan in het Radio 1-programma Het Hek van de Dam van Tom van 't Hek. Daarin deed Van de Berg wekelijks zijn Cruijff-imitatie. Ferry de Groot was de producer van dat programma.
As Dick me hullep nodig heb werd, dankzij de voetbalhype die er rond het WK heerste, een ongekende hit in Nederland. Het voerde op het hoogtepunt van de hype zelfs twee weken de Top 40 aan. Nadat Nederland op het toernooi in de kwartfinales werd uitgeschakeld door Brazilië, nam de belangstelling voor het nummer af en verdween het snel weer uit de hitlijsten.
Na het grote succes van As Dick me hullep nodig heb kwam er een tweede single, getiteld Costa condome. Dit nummer werd een kleine hit. Een laatste succesje had Johan & De Groothandel in 1996, met Zomaar in het Buitenland, naar aanleiding van het EK voetbal 1996. De single 50 Jaar verscheen naar aanleiding van de 50e verjaardag van Johan Cruijff in april 1997.

## Singles
| Single met eventuele hitnotering(en) in de Nederlandse Top 40 | Datum van verschijnen | Datum van binnenkomst | Hoogste positie | Aantal weken | Opmerkingen |
| ------------------------------------------------------------- | --------------------- | --------------------- | --------------- | ------------ | ----------- |
| 008 (Er is nog één wachtende voor u)                          | 1991                  | 14-12-1991            | tip             |              |             |
| As Dick me hullep nodig heb                                   | 1994                  | 4-6-1994              | 1               | 9            | Alarmschijf |
| Costa condome                                                 | 1994                  | 20-8-1994             | 33              | 3            |             |
| Zomaar in het buitenland                                      | 1996                  | 29-6-1996             | 21              | 2            |             |
| 50 Jaar                                                       | 1997                  | 26-4-1997             | tip             |              |             |